# Anthidium senile
Anthidium senile är en biart som beskrevs av Eduard Friedrich Eversmann 1852. Anthidium senile ingår i släktet ullbin, och familjen buksamlarbin. Inga underarter finns listade i Catalogue of Life.